# PPS (kulsprutepistol)
PPS (Pistolet-Pulemet Sudajeva, ryska: Пистолет-пулемёт Судаева) är en kulsprutepistol som bland annat användes i stor skala under andra världskriget. Den var ett lättproducerat närstridsvapen som antogs av många länder efter kriget och levde kvar längre än de flesta samtida vapen. PPS kan till sitt koncept (anpassad för billig masstillverkning) liknas vid den svenska kulsprutepistol m/45 och brittiska Sten, trots stora olikheter i vapnens utformning.

## Designhistoria
PPS utvecklades av Alexei Sudajev som svar på Röda arméns krav på ett smidigt nytt vapen med likvärdig träffsäkerhet och anslagskraft som den väl ansedda PPSj-41, men med lägre eldhastighet och enklare produktion. Under utvecklingen lades mycket fokus på just produktionstekniken och resultatet blev ett vapen som består mestadels av formpressad plåt och kunde tillverkas på bara 2,7 timmar istället för de 7,3 timmar det tog att producera en PPSj-41. Mängden stål som gick åt mer än halverades (6,2 kg gentemot 13,9), och färre arbetare behövdes för produktion och montering.
Likt PPSj-41 användes ett 35-patroners stavmagasin, men dessa kan trots missuppfattningar inte användas i båda vapnen. Till PPS utvecklades ett modernare och betydligt driftsäkrare magasin med dubbel matning.
Den första varianten PPS-42 togs i bruk på prov under våren 1942 vid det belägrade Leningrad och tillverkades i över 45.000 exemplar. Tidigt år 1943 började sen massproduktionen av den vidareutvecklade PPS-43, som tillverkades fram till 1968. Det smidigare formatet jämfört med andra tillgängliga handeldvapen gjorde vapnet mycket lämpat för bruk av fordonsbesättningar, men den användes även i stor skala av infanteri och kavalleri.

## Den finska kopian kp/44
1943 undersökte Finland erövrade exemplar av PPS-43 och kom fram till att dess utformning i formpressad plåt och utfällbar kolv i metall istället för träkolven på Suomi-kpisten (den finska reglementerade kulsprutepistolen) skulle sänka kostnaden för och öka tillverkningstakten på k-pistar i den finska militärens tjänst. De finska vapeningenjörerna Tuure Salo och Esko Kekki tillverkade en kopia av PPS-43 i kalibern 9 × 19 mm Parabellum som under november 1943 stod sig väl under prov gentemot andra k-pistar.
På grund av brist på råmaterial dröjde det dock till sommaren 1944 innan en sats om 36 prototyper kunde tillverkas av vapenföretaget Tikkakoski Oy. Efter ytterligare en runda prover påbörjades tillverkningen i augusti 1944, då en order på 20.000 exemplar lades (detta för en kostnad av 749 finska mark styck - ungefär hälften av vad en Suomi-kpist kostade). Fortsättningskrigets slut den 19 september 1944 ledde dock till att beställningen begränsades till 10.000 kp/44 och de första leveranserna skedde tidigt 1945 så det är osannolikt att de användes i strid av de finska trupperna.
1956 övervägde finnarna att tillverka ytterligare 11.000 kp/44 men dessa planer skrinlades efter att man 1957/58 bytte övertaliga italienska M38-gevär och franska och svenska kulsprutor mot 76.115 Sten-kpistar. De kp/44 som levererades till Finlands armé stannade i dess arsenaler till 1960- eller 1970-talet då de ersattes med automatkarbinen 7,62 RK 62. Kp/44 användes som övningsvapen i årtionden efter andra världskriget och utfärdades även till gränsbevakningsväsendet och finska FN-trupper som bland annat deltog i fredsbevarande uppdrag under Suezkrisen 1956.
Kp/44 kan endast avge helautomatisk eld, har en utfällbar kolv och en rudimentär mynningsbroms. Siktet är L-format och kan ställas in för räckvidderna 100 eller 200 meter. Den kan laddas med ett stavmagasin, eller de två större magasin som utformades till Suomi-kpisten: antingen ett 50-patroners stavmagasin eller ett 71-patronerns trummagasin. En fördel med kp/44 gentemor Suomi-kpisten är att den är betydligt lättare (2,95 kg jämfört med 5 kg för Suomin). Den lättare vikten gör dock att kp/44 är svårare att balansera under eldgivning med de större magasinen.
Finska trupper med erfarenhet av kp/44 gav den smeknamnet Pelto-kp ("plåt-kpisten").

## Användare
- Albanien
- Finland: innehade erövrade PPS-kpistar under andra världskriget och tillverkade från 1944 även en kopia, "KP-44", i kaliber 9 mm. Under tidigt 1950-tal modifierades KP-44:orna något så att de kunde laddas med samma magasin som kulsprutepistol m/45.[2]
- Indonesien
- Kina: licenstillverkade kopior under beteckningen "Typ 54".[2]
- Mongoliet
- Nordkorea: har använt både sovjetiska PPS och kinesiska "Typ 54".[3]
- Polen: licenstillverkade kopior under beteckningen "PPS wz. 1943/1952", tillverkade även en variant i kalibern .22 Long Rifle som övningsvapen.[2]
- Spanska staten: tillverkade en kopia av den finska KP-44 under namnet Dux M51 och en variant för den västtyska gränspolisen, M53. Båda varianter tillverkades i kaliber 9 mm.[2]
- Sydkorea: använde erövrade vapen under Koreakriget.
- Sovjetunionen: PPS-42 och PPS-43
- Nordvietnam